# Loch Sunart
Loch Sunart (Schots-Gaelisch: Loch Shuaineart) is een inham in het westen van Schotland. Met een lengte van 31 kilometer is het de langste inham van het raadsgebied Highland. De maximale diepte bedraagt 124 meter. Op de noordelijke oever ligt het dorp Ardery.
Een groot deel van de inham wordt gebruikt voor aquacultuur.